# Carl Friedrich Stavenhagen
Carl Friedrich Stavenhagen (* 7. Oktober 1723 in Anklam; † 26. September 1781 ebenda) war ein Stadtsekretär und Historiker.
Carl Friedrich Stavenhagen wurde als Sohn des Kaufmanns Gottfried Stavenhagen und seiner Ehefrau Regina, geb. Oemichen, in Anklam geboren. Nachweislich studierte er bis 1746 die Rechte an der Universität Halle. 1748 ging er nach Kurland zu nahen Verwandten. Dort wurde er Erzieher der Söhne des Kanzlers Diedrich von Keyserling. Ab 1754 war er wieder in Anklam und wurde Stadtsekretär. Am 6. Oktober 1756 heiratete er Caroline Sophie von Scheven aus einer Anklamer Gewandschneiderfamilie (Das Schevensche Haus war in der Peenstraße 51 – das spätere Eleonorenstift). Die Geschichte der Brautwerbung hat der aus Anklam stammende Schriftsteller Konrad Maß in seinem Buch „Das Haus Stavenhagen“ anschaulich geschildert.
1773 gab er eine Chronik von Anklam heraus, die ihn in Preußen bekannt machte. Sein Verdienst war es, dass er auf Grund seiner Tätigkeit alle wesentlichen Urkunden auswertete, zusammenfasste und sie chronologisch einordnete. Er konnte sich dabei auf Materialien stützen, die vor ihm an der Anklamer Geschichte interessierte Persönlichkeiten aufgestellt hatten. Das Buch enthält ein Verzeichnis der 240 Subskribenten, das nachvollziehbar werden lässt, in welchen Kreisen Interesse für dieses stadtgeschichtliche Buch bestand. So wurden 84 Bücher von Einwohnern Anklams subskribiert, davon 36 von Handwerkern.
1777 wurde Stavenhagen Stadtsyndikus. Er stammte aus einer angesehenen Patrizierfamilie, deren Vertreter vorwiegend Kaufleute waren. Nach alten Urkunden stammte die Familie aus dem Mecklenburgischen, wahrscheinlich aus der Stadt Stavenhagen. Das Stammhaus des Geschlechts der Stavenhagen war das Haus Markt 21, welches 1896 an den Ein- und Verkaufsverein verkauft und am 29. April 1945 durch deutschen Beschuss zerstört wurde. Die Familie Stavenhagen hatte in der  Marienkirche eine Erbbegräbnisstelle. 1934 entdeckten Handwerker in der Marienkirche das Erbbegräbnis der Familie Stavenhagen mit 22 Särgen. Aus der beiliegenden Denkschrift aus dem Jahre 1849 ist ersichtlich, dass die Grabstelle 1773 von der Kirchenbehörde gekauft worden war.

## Veröffentlichungen
- Topographische und Chronologische Beschreibung der Pommerschen Kauf- und Handels-Stadt Anklam. Röse, Greifswald 1773, urn:nbn:de:bvb:12-bsb10001079-4. (Gekürzte Auflage 1899: Digitalisat)